# Andreas Molbech Lund
Andreas Molbech Lund (getauft 14. Februar 1749 in Vang (Hedmark), heute Hamar; † 27. November 1820 in Skanderborg, Dänemark) war ein norwegischer Jurist, Kaufmann, Beamter und Inspektor in Grönland.

## Leben

### Frühes Leben
Andreas Molbech Lund wurde am 14. Februar 1749 in der Vang Kirke getauft, die heute in der Kommune Hamar liegt. Seine Eltern waren der Prokurator Gregers Lund (1719–1780) und seine Frau Anna Margrethe Molbech (1722–1795). Er besuchte keine öffentliche Schule, sondern erhielt Privatunterricht von Hauslehrern. Mit 19 Jahren wurde er nach Kopenhagen geschickt, wo er am 19. Dezember 1769 das examen artium ablegte. Anschließend studierte er vermutlich beim Historiker Bernhard Møllmann. Am 31. Juli 1770 wurde er Baccalaureus der Philosophie. Anschließend arbeitete er für verschiedene norwegische Juristen und schließlich schloss er am 25. Februar 1779 das Jurastudium an der Universität ab. Danach wurde er vom Sorenskriver in Sandegaard angestellt, wo er drei Jahre lang arbeitete. 1782 wurde er Zweiter Korrespondent bei Den Kongelige Grønlandske Handel in Kopenhagen. Im selben Jahr wurde sein jüngerer Bruder Jørgen Christoph Lund (1756–1822) in Handelsdiensten nach Grönland geschickt. Im Januar 1784 bewarb Andreas Molbech Lund sich um die Stelle als Zollkontrolleur in Stavanger, erhielt sie aber nicht. Als Jens Clausen Wille 1786 zum Inspektor von Nordgrönland ernannt wurde, folgte Andreas Molbech Lund ihm als Erster Korrespondent nach.

### Zeit als Inspektor
1789 wurde Bendt Olrik als Inspektor in Südgrönland entlassen und Andreas Molbech Lund am 3. Juni 1789 zu seinem Nachfolger ernannt. Wenige Wochen zuvor hatte er am 20. März in Kopenhagen Sophia Amalia Westphal(en) (um 1765–1816) geheiratet. Er machte sich nach seiner Ernennung umgehend auf den Weg nach Grönland und erreichte Nuuk am 22. Juli. Es gelang zeitlich nicht, das Inspektorat ordentlich von Olrik übertragen zu bekommen, da dieser sich auf Reisen befand.
Bendt Olrik hatte das Inspektorat katastrophal verwaltet, hasste jeden und wurde von jedem gehasst. Anlässlich seiner eigenen Entlassung hatte er Großteile der Handelsangestellten grundlos ebenfalls entlassen. Andreas Molbech Lund musste daraufhin die Angestellten, die noch nicht heimgereist waren, nach ihren Entlassungsgründen fragen und die Kündigung zurückziehen. Diejenigen, die bereits abgereist waren, wurden im Folgejahr wieder eingestellt. Auch sämtliche kolonialen Wohngebäude waren – entgegen Olriks Berichten – völlig verfallen und mussten saniert werden, weil überall der Regen durchs Dach fiel und an den Wänden hinunterlief.
Der Inspektor wurde auch mit der Habakuk-Bewegung konfrontiert, die im letzten Amtsjahr seines Vorgängers ausgebrochen war und im Sommer 1789 ihren Höhepunkt fand. Nachdem sich die Bewegung gelegt hatte, ließ Lund einen Pranger in Maniitsoq aufstellen, um die beiden Auslöser der Bewegung, Habakuk und seine Frau Maria Magdalena, auspeitschen und zur Schau stellen zu lassen. Als sich dies verbreitete, trauten sich die beiden aus Scham und Angst nicht mehr in die Kolonie zu kommen. Der Pranger soll anschließend als Abschreckungswerkzeug gedient haben.
Während sein Vorgänger allen Missionaren besonders feindlich gegenüber eingestellt war, hatte Lund ein außerordentlich gutes Verhältnis zu diesen. Aus finanziellen Gründen musste das Missionariat in der Kolonie Sukkertoppen in Maniitsoq 1792 aufgegeben werden, was den Inspektor sehr betrübte.
Von 1791 bis 1792 war Andreas Molbech Lund kommissarisch Kolonialverwalter von Godthaab, nachdem sein Vorgänger Caspar Eggert Thrane Alsbach verschuldet entlassen worden war.
1794 bat Andreas Molbech Lund um seinen Rücktritt, der ihm am 6. Mai 1795 genehmigt wurde. Im August 1795 kehrte er nach Europa zurück, nachdem er das Inspektorat seinem Nachfolger Claus Bendeke übertragen hatte.

### Spätes Leben
Nach seiner Rückkehr lebte er drei Jahre lang arbeitslos in Kopenhagen. Am 22. August 1798 wurde er zum Amtsverwalter für die Ämter Skanderborg und Aakær zwischen Aarhus und Horsens ernannt. Am 18. Februar 1811 wurde er zum Wirklichen Kammerrat ernannt. Er starb 1820 in Skanderborg im Amt als Witwer im Alter von 71 Jahren.
Er hinterließ lediglich eine Tochter, die in Grönland geborene Margareta Elisabeth (1790–1833), die mit ihrem Cousin, dem Generalmajor Waldemar Nicolai Brüggemann Beichmann (1783–1868), verheiratet war. Die zweite Tochter Sophie Andrea Lund (1804–1812) war als Kind gestorben.